# Gamla Norbergs tingslag
Gamla Norbergs tingslag var ett tingslag i Västmanlands län, från 1929 i Västmanlands mellersta domsaga. Dess område omfattade nordvästra Västmanlands län. Tingsstället var Norberg och från 1945 Fagersta. Namnet var före 1900 Gamla Norbergs bergslags tingslag. Mellan 1900 och 1928 ingick Vagnsbro härad i tingslaget som då bar namnet Gamla Norberg och Vagnsbro tingslag.
Tingslaget uppgick den 1 januari 1948 i Västmanlands mellersta domsagas tingslag.

## Ingående områden

### Socknarna i häraderna
- Gamla Norbergs bergslag
- Vagnsbro härad mellan 1900 och 1928